# Saxicolella laciniata
Espèce
Synonymes
- Inversodicraeia laciniata Engl.[2]
- Saxicolella laciniata (Engl.) C.Cusset (Engl.) C.Cusset (préféré par UICN)[2]

Statut de conservation UICN

 VU D2 : Vulnérable
Saxicolella laciniata (Engl.) C.Cusset est une espèce de plantes à fleurs de la famille des Podostemaceae et du genre Saxicolella, endémique du Cameroun.

## Description
C'est une herbe à tige dressée, d'une hauteur inférieure à 10 cm.

## Distribution
Relativement rare, endémique, elle a été observée au Cameroun sur deux sites, l'un au bord de la rivière Bawan dans la Région du Sud-Ouest, l'autre dans la forêt de Bakaka près de Nkongsamba, dans la Région du Littoral.

## Habitat
Elle se développe au bord des rivières en forêt. Elle figure sur la liste rouge de l'UICN comme une espèce vulnérable.